# Michael Ramsey-Musolf
Michael J. Ramsey-Musolf ist ein US-amerikanischer Physiker.

## Leben
Michael Ramsey-Musolf studierte Physik und Mathematik am Pomona College mit dem Bachelor-Abschluss 1984 und wurde 1989 an der Princeton University promoviert bei Sam Treiman, Wick C. Haxton und Barry R. Holstein. Als Post-Doktorand  war er am Massachusetts Institute of Technology. Danach war er an der Old Dominion University und dem Jefferson Laboratory in Virginia, an der University of Washington (Institute of Nuclear Theory), der University of Connecticut (1998 bis 2004), am Caltech (Senior Research Associate 2001 bis 2007, Lecturer 2005/06) und ab 2007 Professor an der University of Wisconsin. Er ist seit 2013 Professor an der University of Massachusetts at Amherst (Amherst Center for Fundamental Interactions) und T. D. Lee Professor am T. D. Lee Institute der Jiaotong-Universität Shanghai. Ramsey-Musolf hat auch einen Abschluss in Theologie (M. Div. der Episcopal Divinity School 1993).
Ramsey-Musolf befasste sich mit Kernphysik, Teilchenphysik und Kosmologie, darunter elektroschwache Strahlungskorrekturen, Tests fundamentaler Symmetrien und von Neutrinoeigenschaften, elektroschwacher Baryogenese, dem erweiterten Higgs-Sektor in Theorien jenseits des Standardmodells und dessen möglichen Auswirkungen auf Kosmologie (dunkle Materie) und Beschleunigerexperimenten, Quantenchromodynamik, Theorie dunkler Materie, Quantenfeldtheorie bei endlicher Temperatur im Nichtgleichgewicht und effektive Feldtheorien für fundamentale Symmetrien und ihre Anwendung auf die Kernstruktur.

## Auszeichnungen
1993 erhielt er den Young Investigator Award der National Science Foundation. 2001 wurde er Fellow der American Physical Society. Für 2023 erhielt er den Herman Feshbach Prize in Theoretical Nuclear Physics. Er erhielt ihn für bedeutende Beiträge zu Präzisionsstudien der elektroschwachen Wechselwirkung von Kern- und Hadronensystemen, die Experimente über fundamentale Symmetrien zu mächtigen Proben für starke Wechselwirkungen und neue Physik machten (Laudatio).

## Schriften (Auswahl)
- mit A. Kurylov, S. Su: Probing supersymmetry with parity-violating electron scattering,  Physical Review D, Band 68, 2003, S. 35008, Abstract
- mit J. Erler, A. Kurylov: Weak charge of the proton and new physics, Phys. Rev. D, Band 68, 2003, S. 016006, Abstract
- mit Barry Holstein, S.-L. Zhu, C. M. Maekawa, Ubirajara van Kolck: Nuclear Parity Violation in Effective Field Theory, Nuclear Physics A, Band 748, 2005, S. 435–498, Arxiv
- mit Vernon Barger, Paul Langacker, Mathew McCaskey, Gabe Shaughnessy: CERN LHC phenomenology of an extended standard model with a real scalar singlet, Phys. Rev. D, Band 77, 2008, S. 035005
- mit D. J. H. Chung, B. Garbrecht, S. Tulin: Supergauge interactions and electroweak baryogenesis, Journal of High Energy Physics, Band 12, 2009, 067, Abstract
- mit Carroll Wainwright, Stefano Profumo: Gravity waves from a cosmological phase transition: Gauge artifacts and daisy resummations, Phys. Rev. D, Band 83, 2011, S. 023521
- mit W. Chao, M: Gonderinger: Higgs vacuum stability, neutrino mass, and dark matter,  Physical Review D, Band 86, 2012, S. 113017, Abstract
- mit M. Gonderinger, H. Lim: Complex scalar singlet dark matter: Vacuum stability and phenomenology, Physical Review D, Band 86, 2012, S.  043511, Abstract
- mit D. E. Morrisey:  Electroweak baryogenesis, New Journal of Physics, Band 14, 2013, S. 125003. Online
- mit H. H. Patel, M. B. Wise: Color breaking in the early universe,  Physical Review D, Band 88, 2013, S. 015003, Abstract
- mit T. Chupp, P. Fierlinger, J. Singh: Electric dipole moments of atoms, molecules, nuclei, and particles,  Reviews of Modern Physics, Band 91, 2019, S. 015001, Abstract